# 신장 이식
신장 이식(腎臟移植) 또는 콩팥 이식은 말기 신질환 환자에게 콩팥을 이식하는 것이다. 콩팥을 공여하는 사람의 상태에 따라 사체 이식(뇌사자 이식)과 생체 이식으로 나뉜다. 생체 이식은 다시 공여자와 수혜자가 유전적으로 관계가 있는지 여부에 따라 나눌 수 있다. 역사상 최초로 성공한 신장 이식은 1954년 수혜자 측 외과의 조지프 머리와 공여자 측 외과의 하트웰 해리슨 등으로 이루어진 수술팀이 시행하였다. 조지프 머리는 이 수술을 비롯한 여러 업적으로 1990년에 노벨 생리의학상을 받았다. 2018년에는 전세계에서 약 95,479건의 신장 이식이 이루어졌고, 그 중 36%는 생체 이식이었다.
말기 신질환 환자는 신장 이식을 받기 전에 이식 수술을 받을 수 있을 만큼 건강한지 확인하기 위해 철저한 검사를 받아야 한다. 좋은 상태라고 판단되면, 뇌사자 신장 이식을 위한 대기자 목록에 올라갈 수 있다. 평균 대기 기간은 한국의 경우 평균 약 5 ~ 7년이고 미국의 경우 약 3 ~ 5년이다. 새로운 신장은 보통 수술 시 아랫배에 이식된다. 수혜자에게 원래 있던 두 개의 신장은 별다른 의학적 이유가 없다면 제거하지 않는다.
신장 이식을 받은 말기 신질환 환자는 인공 투석을 받는 말기 신질환 환자보다 보통 더 오래 살고 삶의 질도 더 좋다. 그러나 신장 이식을 받은 사람은 자신의 신체가 새 신장을 거부하지 못하도록 면역 억제제를 계속 복용해야 한다. 이처럼 오랜 기간에 걸친 면역 억제는 감염병과 암의 위험을 증가시킨다. 신장 이식거부반응은 세포성 거부반응과 항체매개성 거부반응으로 나눌 수 있다. 항체매개성 거부반응은 이식 후 얼마나 지난 후에 일어나느냐에 따라 다시 초급성, 급성, 만성으로 나눌 수 있다. 거부반응이 의심되는 경우, 신장 생검을 통해 확인해야 한다. 이식 후에는 길어도 3달에 한 번씩 혈중 크레아티닌 농도 검사 등 여러 검사를 통해 새 신장의 기능을 정기적으로 추적 관찰해야 한다.

## 적응증
신장 이식의 적응증은 말기 신질환이다. 이는 사구체여과율이 15 ml/min/1.73 m² 미만인 것으로 정의된다. 말기 신질환의 흔한 원인은 신혈관 질환, 감염, 당뇨병, 만성 사구체신염과 루푸스 등의 자가면역질환 등이 있다. 유전적 소인으로는 다낭성 신종과 몇몇 선천적 대사 질환 등이 있다. 말기 신질환의 가장 흔한 '원인'은 특발성이다. 즉, 원인을 알 수 없는 경우이다.
신장 이식의 가장 흔한 원인은 당뇨병으로, 미국의 경우 신장 이식의 약 25%가 당뇨로 인한 것이다. 신장 이식 수혜자는 수술 시점에 대부분 투석(복막투석 또는 혈액투석)을 받고 있다. 그러나 만성 신질환 환자에게 신장을 이식해 줄 생체 공여자가 있다면 투석이 필요해지기 전에 예방적으로 신장 이식을 시행할 수 있다. 뇌사자 신장 이식 대기자 목록에 일찍 들어간 경우 역시 투석이 필요해지기 전에 신장 이식을 받을 수 있다.

## 신장 공여자와 수혜자 평가

### 신장 수혜자에 있어서의 금기증
신장 이식을 받을 수 없는 금기증으로는 심부전, 폐동맥역류, 간질환, 몇몇 암 등이 있다. 또한 수술 합병증의 위험을 높이는 요인으로 흡연과 고도비만 등이 있다.
신장 수혜자의 요구 조건은 국가별로 그리고 이식 프로그램에 따라 다르다. 많은 프로그램은 나이에 제한을 두고 있으며(예컨대 특정 나이보다 어려야만 대기자 목록에 올라갈 수 있음) 신질환을 제외하고 건강 상태가 양호할 것을 요구한다. 심혈관계 질환, 치료 불가능한 말기 감염병, 암 등은 흔히 신장 이식을 받지 못하는 이유가 된다. 또, 이식된 신장의 생존을 위해 의사의 지시에 잘 따를 만한 환자인지 선별하는 절차를 거치는 경우가 있다. 정신병이나 심각한 약물 중독 환자의 경우 여기서 배제될 수 있다.

### 생체 공여자 평가
공여자의 입장에서 신장 이식은 필수적이지 않은 큰 수술이므로, 잠재적인 신장 공여자들은 장기적으로 좋은 결과를 보장하기 위해 세심한 심사를 거친다. 이러한 심사에는 의학적 요소와 심리적·사회적 요소가 고려된다. 어떤 경우에는 몇 달 안에 심사가 끝날 수도 있지만, 검사 결과 추가적인 검사가 필요한 경우 등에는 심사 과정이 더 길어질 수 있다. 한 연구에 따르면 이식 센터가 (예컨대 공여자가 평가를 받는 동안 수혜자가 이식을 받을 수 없을 만큼 건강이 나빠져서) 신장 이식의 기회를 놓치지 않기 위해서는 신장 공여 승인에 걸리는 총 시간을 6개월 미만으로 유지하는 것이 중요한 목표가 된다.
심리적·사회적 심사는 신장 공여에 지장을 줄 수 있는 심리적·사회적 문제, 예컨대 수술 후 공여자의 회복을 도울 사회적 지원의 부재, 가족의 강요, 의학적 위험에 대한 이해 부족 따위를 확인하기 위한 것이다.
의학적 심사는 공여자의 전반적 건강 상태와 수술 위험을 평가한다. 여기에는 신장 한 개로 살아가기에 부적합한 의학적 조건에 대한 평가가 포함된다. 또한 공여자가 (면역억제 상태인) 수혜자에게 전염될 수 있는 질병을 가지고 있는지를 평가하고, 신장의 크기 차이 등 공여자 신장의 해부학적 특성과 수술에 어려움을 줄 수 있는 문제들을 평가하며, 공여자와 수혜자의 면역적합성을 확인한다. 정확한 규칙은 이식 기관에 따라 다르지만, 흔한 공여자 배제 사유로는 다음이 있다.
- 당뇨병
- 치료되지 않은 고혈압
- 고도비만
- 심장 또는 폐질환
- 암 병력
- 신질환 가족력
- 신장 기능 저하 및 단백뇨

## 시술

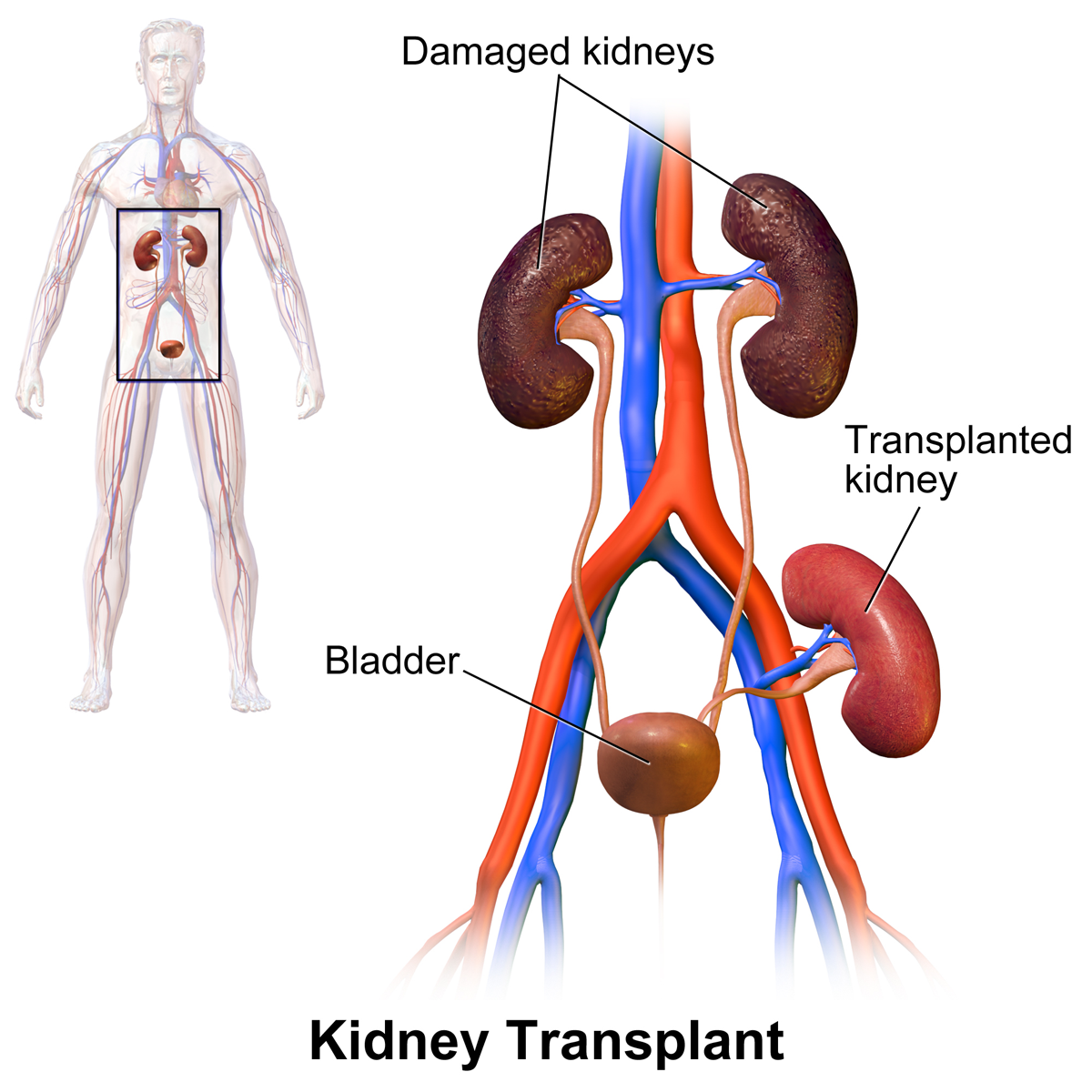
신장 이식

대부분의 경우 기능을 거의 잃어버린 원래의 신장은 제거하지 않는데, 왜냐하면 신장 절제가 수술이환율을 높이는 것으로 알려져 있기 때문이다. 따라서 일반적으로 새 신장은 원래 신장과 다른 위치에 이식된다. 이식되는 위치는 보통 엉덩뼈오목(장골와)이고, 그러므로 종종 새로운 혈관 연결이 필요하게 된다.
- 새 신장의 콩팥동맥은 원래 공여자의 배대동맥에서 갈라져 나왔지만, 흔히 수혜자의 바깥엉덩동맥에 연결된다.
- 새 신장의 콩팥정맥은 원래 공여자의 아래대정맥으로 빠져나가지만, 흔히 수혜자의 바깥엉덩정맥에 연결된다.

공여자의 요관은 수혜자의 방광에 문합된다. 배액과 회복을 돕기 위해 문합 시에 요관 안에 스텐트를 설치하는 경우도 있다.

## 예후
신장 이식은 수혜자의 수명을 연장시킨다. 신장 이식을 받는 환자는 투석만 받는 경우에 비해 일반적으로 10년에서 15년 더 오래 산다. 수명 연장 효과는 젊은 환자에게서 더 크지만, 75세의 수혜자라 하더라도 신장 이식을 받으면 수명이 평균적으로 4년 연장된다. 이식된 신장 및 환자의 생존율은 점차 개선되어 왔다. 1996년 ~ 1999년에 사체 이식된 신장의 10년 생존율은 42.3%였는데, 2008년 ~ 2011년에는 53.6%로 증가했다. 신장 이식 수혜자는 이식 없이 장기간 투석을 받는 환자들에 비교해 생존율이 높은데, 이는 제2형 당뇨병, 고령, 비만, 인간백혈구항원 불일치 등의 합병증을 지닌 경우에도 마찬가지이다. 일반적으로 신장 이식 수혜자는 이식 없이 투석을 받는 경우에 비해 더 활력이 있고, 식사 제한도 덜하며, 합병증도 적게 생긴다.
몇몇 연구에 따르면 이식 전에 환자가 투석을 받은 기간이 길수록 이식된 신장의 생존 기간이 짧아지는 것으로 보인다. 비록 이유는 불분명하지만, 이는 빠른 이식 치료의 중요성을 보여준다. 최근의 한 연구에 따르면 장기간의 투석에 따른 근육 소모와 약화는 신장 이식 후 환자의 신체 기능에 부정적 영향을 끼친다. 이상적으로는 신장 이식은 환자가 투석을 시작하기 전에 예방적으로 시행되어야 한다. 최근에는 이식된 신장이 장기적으로 부전을 일으키는 이유가 더 자세히 알려지게 되었다. 여기에는 본래 있던 신장병의 재발 외에도 거부반응(주로 항체매개성)과 진행성 흉터형성이 결정적 영향을 끼친다.
생체 신장 공여자는 전체 모집단에 비해 건강한 사람 중에서 선택되기 때문에, 생체 신장 공여자의 예후 연구는 선택 편향에 의해 교란될 가능성이 있다. 그러나 신장 공여자의 장기적 사망률은 똑같이 건강한 통제군과 비교해도 차이가 없는 것으로 보인다.

## 같이 보기
- 인공 신장
- 간이식